# Nana del Pegàs
La Nana del Pegàs, també anomenada Nana irregular del Pegàs o PegDIG, és una galàxia nana irregular en la constel·lació del Pegàs. Va ser descoberta en la dècada de 1950 per Albert G. Wilson. La Nana del Pegàs és un company de la Galàxia d'Andròmeda en el Grup Local.

## Informació general

Ubicació de la Nana del Pegàs en el Grup Local

El 1975 R. Brent Tully i J. Richard Fisher van determinar que era part del Grup Local. La metal·licitat i l'estimació de la distància relacionada ha estat objecte de debats en publicacions científiques, amb resultats variables, però, recentment, per l'ús de la punta de la branca gegant vermella, es va aconseguir una distància dins de l'error del 10%, el 2000 i després millorat al 3% el 2005.